# Abdul Hamid Abu Sulayman
Abdul Hamid Abu Sulayman (arabisch عبد الحميد أبو سليمان, DMG ʿAbd al-Ḥamīd Abū Sulaimān; geboren 1936 in Mekka, Saudi-Arabien; gestorben am 18. August 2021) war ein saudi-arabischer Politologe und islamischer Gelehrter. Sein Schwerpunkt lag in der sogenannten „Islamisierung des Wissens“ (arab. islāmīyat al-maʿrifa), die er insbesondere aus den USA heraus betrieb. Dies ist auch der Titel seines Hauptwerks.

## Leben
Abdul Hamid Abu Sulayman erwarb 1959 seinen B.A.-Abschluss in Commerce an der Universität Kairo in Ägypten, 1963 seinen M.A. in Politikwissenschaft an der Universität Kairo, 1973 seinen Ph.D. in International Relations an der University of Pennsylvania (USA). 1963–1964 war er Sekretär im Staatsplanungskomitee von Saudi-Arabien. Er war Gründungsmitglied der 1972 gegründeten Association of Muslim Social Scientist (AMSS; Vereinigung muslimischer Sozialwissenschaftler) und deren früherer Präsident (1985–1987). Er war Generalsekretär der World Assembly of Muslim Youth (WAMY, Welt-Versammlung der muslimischen Jugend) in den Jahren 1973–1979. An der König-Saud-Universität in Riad (Saudi-Arabien) lehrte er 1982–1984 Politikwissenschaft und war dort 1982–1983 Vorsitzender der Fakultät für Politikwissenschaften. Von 1988 bis 1998 war er Rektor der International Islamic University Malaysia (IIUM) in Petaling Jaya bei Kuala Lumpur. Die dortige Kuliyyah of Islamic Revealed Knowledge and Human Sciences, die heute größte Fakultät (kullīya) an der IIUM gründete am 27. September 2016 ein neues, nach ihm benanntes Zentrum, das AbdulHamid A. AbuSulayman Centre for Collaborative Research in „Anerkennung seiner Vision und seines Engagements für die Verbesserung und Erhebung der muslimischen Umma“. Er ist Mitgründer des International Institute of Islamic Thought (IIIT) in Herndon, Virginia (USA) und hat zahlreiche Artikel und Bücher, insbesondere zur sogenannten „Islamisierung des Wissens“ und der Reform der muslimischen Gesellschaft verfasst. Er ist der Vater der saudischen Frauenrechtlerin Mona Abu Suleyman.

## Wirken
Das 1981 von ihm mitgegründete International Institute of Islamic Thought („Internationales Institut für Islamisches Denken“; Abk. IIIT) in Herndon, Virginia in den USA erhielt Startkapital von Muslimbrüdern. Es wird heute über Geldgeber aus den Golfstaaten finanziert und gilt als einer der neuen Akteure eines globalen Islam (Leif Stenberg) und als islamistisch. Abu Sulaymans Doktorarbeit wurde später vom IIIT unter der Nummer 1 seiner Reihe Islamization of Knowledge Series als Buch veröffentlicht: Towards an Islamic Theory of International Relations: New Directions for Islamic Methodology and Thought.
In seinem Buch Islamization of Knowledge beschreibt er den gegenwärtigen Zustand der islamischen Umma als rückständig und geistig inhaltsleer. Er sieht die islamische Welt in politischer, wirtschaftlicher und kultureller Hinsicht als gedemütigtes Opfer der Auswirkungen des europäischen Kolonialismus.

## Publikationen (Auswahl)
Ein Großteil seiner Publikationen ist auf den Webseiten des US-amerikanischen IIIT aufgeführt.
- Islamization of Knowledge. General Principles and Work Plan
- The Islamic Theory of Economics: Philosophy and Contemporary Means
- Crisis in the Muslim mind
- The Doctrine of Crucifixion between Islam and Christianity— A Dialogue and Comparative Study
- Man between two laws: a Qur’anic perspective in understanding self and understanding the other
- Translation and connecting arteries of Arab culture with the gift of Human civilization
- Contemporary Islamic presentational approach: Distortions, Confusions and Superficialization
- Arabic language and challenges of the age
- Islam as a Faith, Identity, Personality and Civilization